# 中村宗弘
中村 宗弘（なかむら むねひろ、1950年 - ）は、 神奈川県逗子市生まれの日本画家。慶應義塾大学文学部東洋史学科卒業。

## 経歴・人物
美術評論家・中村渓男の子。文化勲章を受章した日本画家である祖父・中村岳陵に絵を習い、のちに東山魁夷に師事した。1968年春の日春展に初入選、秋の日展で特選となった。その後も日展を中心に活躍し、現在は日展会友。
四季の風景をモチーフとした日本画を得意とする。日本の四季、自然に焦点を当て、主に京都、信州、八ヶ岳、上高地といった地域を取材。
2015年日蓮とのゆかりがある大田区池上の本行寺で客殿が新築され、描き下ろした壁画「清宵（せい・しょう）」を奉納した。作品は高さ2・1メートル、幅5・8メートルで、約5カ月を費やして完成させた。朝日新聞2015年12月8日記事より。
煎茶愛好家としても知られる。

## 主な受賞歴
- 第3回日春展　日春賞（1968年）
- 第11回日展（いわゆる「新日展」）　特選・白寿賞（1968年）[3]
- 第4回日春展　奨励賞（1969年）
- 第1回日展（いわゆる「改組日展」）　外務省買上げ（1969年）
- 第6回日春展　日春賞（1971年）

## 作品収蔵先
- 京セラ美術館
- 古川美術館　など

## 画集ほか
- 『四季讃歌　中村宗弘展』2008年7月、高島屋美術部